# Naftna Industrija Srbije
Naftna Industrija Srbije (NIS, cyr. Нафтна индустрија Србије, Przemysł Naftowy Serbii) – serbskie przedsiębiorstwo przemysłowe działające w branży petrochemicznej.
Poprzednikiem przedsiębiorstwa była utworzona w 1945 roku w Jugosławii firma, która przejęła i znacjonalizowała istniejące magazyny paliw, tworząc podstawy przyszłej sieci dystrybucyjnej. W 1949 roku utworzono Przedsiębiorstwo Poszukiwań i Produkcji Ropy Naftowej, które pięć miesięcy po utworzeniu odkryło pierwsze złoże gazu ziemnego we wschodniej części Kotliny Panońskiej. W 1952 roku odkryto pierwsze niewielkie złoże ropy naftowej, znajdowało się ona w pobliżu miejscowości Jermenovci. W 1968 roku uruchomione zostały dwie rafinerie ropy naftowej, zlokalizowane w Pančevie i Nowym Sadzie.
W 1985 przedsiębiorstwo uzyskało koncesję na eksploatację złóż ropy naftowej w Angoli, była to pierwsza koncesja uzyskana poza Jugosławią.
Spółkę pod nazwą Naftna Industrija Srbije utworzono w 1991 roku, powstała ona poprzez konsolidację przedsiębiorstw działających w branży paliwowej.
W 1999 roku rafinerie w Pančevie i Nowym Sadzie zostały w znacznym stopniu zniszczone po bombardowaniach przeprowadzonych przez siły NATO w ramach Operacji Allied Force.
W 2005 roku akcje spółki zostały wprowadzone na Giełdę Papierów Wartościowych w Belgradzie. W 2009 roku większościowy pakiet akcji został zakupiony przez Gazprom.